# Soul Man (chanson)
Pour les articles homonymes, voir Soul Man (homonymie).
Singles de Sam and Dave
Soothe Me
(1967) I Thank You
(1968)
Soul Man est une chanson de soul écrite et composée par Isaac Hayes et David Porter et interprétée par le duo de chanteurs américains Sam and Dave.
Sortie en single en septembre 1967, il s'agit du premier extrait de l'album Soul Men (en) publié en octobre 1967.
La chanson est certifiée disque d'or aux États-Unis où elle atteint la deuxième place du Billboard Hot 100 et la première du classement Hot R&B/Hip-Hop Songs (alors dénommé Hot Black Singles).
Sam and Dave sont accompagnés par des musiciens de Booker T. and the M.G.'s et de The Mar-Keys.

## Inspiration
Isaac Hayes, co-auteur de la chanson a révélé que l'inspiration de la chanson venait des Émeutes de 1967 à Détroit,. En regardant le journal télévisé traitant des événements, il apprit que le mot Soul avait été inscrit sur des magasins tenus par des afro-américains afin qu'ils soient épargnés par les émeutiers. Hayes y a vu un signe d'unité et de fierté, lui donnant l'idée d'écrire une chanson intitulée Soul Man. 

## Distinctions
Soul Man remporte le Grammy Award de la meilleure prestation vocale R&B par un duo ou un groupe en 1968.
Elle reçoit un Grammy Hall of Fame Award en 1999.
En 2018 elle est inscrite au Registre national des enregistrements (National Recording Registry),.
Selon le magazine Rolling Stone, elle fait partie des 500 plus grandes chansons de tous les temps.

## Reprises
Sam Moore, moitié du duo Sam & Dave, a enregistré une nouvelle version de la chanson avec Lou Reed en 1986 pour la bande originale du film de Steve Miner Soul Man. Elle se classe dans les charts irlandais et britanniques.
En 1978, les Blues Brothers avaient déjà repris le morceau avec succès. Leur version est extraite de l'album live Briefcase Full of Blues.
Soul Man a également été reprise par Tom Jones, Johnny Winter, The Mar-Keys, Booker T. and the M.G.'s...

## Classements hebdomadaires et certifications
| Classement (1967)                       | Meilleure place |
| --------------------------------------- | --------------- |
| Allemagne (Media Control AG)            | 23              |
| Belgique (Flandre Ultratop 50 Singles)  | 16              |
| Belgique (Wallonie Ultratop 50 Singles) | 47              |
| Canada (RPM 100 Singles)                | 2               |
| États-Unis (Billboard Hot 100)          | 2               |
| États-Unis (Hot Black Singles)          | 1               |
| France (IFOP)                           | 35              |
| Pays-Bas (Single Top 100)               | 9               |
| Royaume-Uni (UK Singles Chart)          | 24              |

| Pays              | Certification | Date       | Unités certifiées |
| ----------------- | ------------- | ---------- | ----------------- |
| États-Unis (RIAA) | Or            | 22/11/1967 | 1 000 000         |
| Royaume-Uni (BPI) | Or            | 30/08/2024 | 400 000           |

| Classement (1979-1980)         | Meilleure place |
| ------------------------------ | --------------- |
| Australie (ARIA)               | 100             |
| Canada (RPM 100 Singles)       | 19              |
| États-Unis (Billboard Hot 100) | 14              |

| Classement (1990)              | Meilleure place |
| ------------------------------ | --------------- |
| Irlande (IRMA)                 | 21              |
| Royaume-Uni (UK Singles Chart) | 79              |

| Classement (1987)              | Meilleure place |
| ------------------------------ | --------------- |
| Irlande (IRMA)                 | 29              |
| Royaume-Uni (UK Singles Chart) | 30              |